# Livonia (Michigan)
Pour les articles homonymes, voir Livonia.
Livonia est une ville située dans l’État américain du Michigan. Située dans le comté de Wayne, c'est une banlieue de Détroit. Sa population s’élevait à 96 942 habitants lors du recensement de 2010, estimée à 94 105 habitants en 2017.

## Historique
L'endroit est fondé par des colons venus de Nouvelle-Angleterre et reconnu comme municipalité en 1835. Elle reçoit le nom de Livonia du nom de la Livonie, d'où sont originaires les fondateurs de la localité. Elle est élevée au rang de ville en 1950.

## Source
- (en) Cet article est partiellement ou en totalité issu de l’article de Wikipédia en anglais intitulé « Livonia, Michigan » (voir la liste des auteurs).